# Euschistospiza
Euschistospiza (astrilden) is een geslacht van zangvogels uit de familie prachtvinken (Estrildidae).

## Soorten
Het geslacht kent de volgende soorten:
- Euschistospiza cinereovinacea  – Leigrijze astrild
- Euschistospiza dybowskii  – Dybowski's astrild